# Потоцкий, Якуб Ксаверий
Граф Якуб Ксаверий Потоцкий (пол. Jakub Ksawery Potocki; 1863—1934) — польский аристократ, магнат, меценат. Один из самых богатых людей Польской Республики (1918—1939) . Почётный гражданин г. Бережаны.

## Биография

Герб Пилява

Последний представитель бережанской ветви рода Потоцких герба Пилява.
Сын графа Станислава Потоцкого и его жены — княгини Марии Сапеги, правнук Станислава Костки Потоцкого.
Учился в гимназии Берлина, изучал право в Дерптском университете и полеводство в Высшей сельскохозяйственной школе Берлина.
От отца унаследовал значительную латифундию — 38 поместий на территориях нынешней Украины, Белоруссии, Литвы и Польши.
В 1922 году владел поместьями площадью 33 680 га, из них 60 % леса.
Кроме того, 16 дворцов и дворов, 2 каменных здания в Париже, доли бизнеса во Франции. Имел значительную библиотеку, которая была уничтожена в 1918 году.

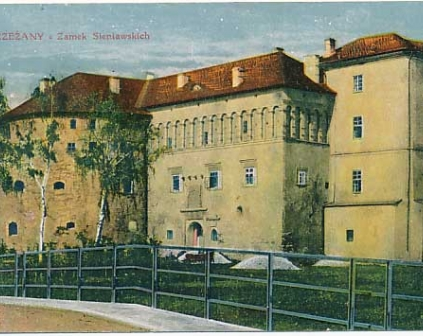
Бережанский замок на почтовой открытке 1917 г.

Последний владелец Бережанского замка. После Первой мировой войны передал его польской армии. Благодаря инициативе графа уцелевшая часть бережанского надгробия Сенявских, была подарена Краковскому музею.
Обществу Оссолинских передал картины Яна Матейко «Уния Любельская», «Вит Ствош».
В 1934 завещал своё состояние (37 млн злотых) основанному им фонду по изучению проблем рака и туберкулёза, ранее поддерживал стипендиями учёных и научных работников, занимавшихся этими проблемами.
Уникальные картины, гобелены, ценную резьбу, мебель (стоимостью около 800 000 злотых) передал Национальному музею в Варшаве, библиотеку в Геленове (12 000 томов) — Публичной библиотеке Варшавы.
Несмотря на свои богатства, был человеком очень скромным, единственным отличием, которое он принял
было — звание Почётного гражданина г. Бережаны.
Был похоронен в бережанском приходском костёле Рождества Девы Марии.

## Семья
Жена — графиня Тереза Замойская. Умер бездетным.

## Награды
- Большой крест Ордена Возрождения Польши